# Galaxy-Lin
Galaxy-Lin is een voormalige Nederlandse rockband waarin elektrische mandolines een vooraanstaande rol speelden en niet zoals gebruikelijk gitaren. De band werd opgericht in 1973 door Robbie van Leeuwen, die eerder grote successen beleefde met The Motions en Shocking Blue. Zanger was Rudy Bennett, die ook afkomstig was uit The Motions.

## Geschiedenis
Voordat ze tot Galaxy-Lin toetraden, hadden de meeste bandleden al deel uitgemaakt van andere prominente bands. Robbie van Leeuwen had met zijn vorige band Shocking Blue de eerste plaats behaald in de Amerikaanse hitparade met het door hem geschreven liedje Venus. Rudy Bennett en Robbie van Leeuwen hadden in 1964 met hun toenmalige band de Ricochets opgetreden in het voorprogramma van The Rolling Stones in het Kurhaus in Scheveningen. Later hadden ze twee hits met The Motions (Wasted words en Why don't you take it). Dick Remelink, de saxofonist en fluitist, was afkomstig uit Ekseption, bassist Peter Wassenaar kwam uit de hardrockband Blue Planet , toetsenist Skip van Rooy had gespeeld in The Buffoons. De andere leden van Galaxy-Lin waren drummer Peter Rijnvis en de mandolinespelers Hugo van Haastert en Hans van Vos. 
De band trad onder meer op tijdens het Popgala in Voorburg in maart 1973, dat deels werd uitgezonden door de VARA. Op dit festival speelden buitenlandse artiesten zoals de Eagles, Rory Gallagher, de Faces en de Who en nederpopacts zoals Golden Earring, Brainbox en Earth & Fire. 
Galaxy-Lin heeft twee albums uitgebracht. De eerste plaat is uitgebracht in 1974 en heeft dezelfde naam als de band. Van dat album verscheen de single Travelling song/Utopia. Alle nummers op dit album zijn geschreven door Robbie van Leeuwen. Hij schreef ook de nummers van het tweede album G, behalve Hunting song, dat geschreven is door de Britse folkrockband Pentangle. Van dit album zijn twee singles verschenen: Long hot summer/Utopia en Hunting song/Don't.  De single Long hot summer kwam op nummer zestien in de Nederlandse hitparade. Alle platen zijn geproduceerd door Robbie van Leeuwen in samenwerking met geluidstechnicus John Sonneveld.  Op beide albums staan zowel vocale als instrumentale nummers. De B-kant van G bevat twee lange instrumentale nummers, Bizarre en Ode to the highways.  Beide albums zijn in 2013 opnieuw uitgebracht als dubbelalbum. 
De band is opgeheven in 1976. Rudy Bennett is verder gegaan met Bea Willemstein als het duo Bennett en Bee, Robbie van Leeuwen startte zijn nieuwe project Mistral en Skip van Rooy ging naar The Buffoons. Ook de andere voormalige bandleden sloten zich aan bij een nieuwe band of gingen verder als solist.

## Discografie

### Albums
- Galaxy-Lin (1974)
- G (1975)

### Singles
- Travelling song/Utopia (1974)
- Long hot summer/Utopia (1975)
- Hunting song/Don't (1975)